# Eixo e Eirol
Eixo e Eirol est une paroisse civile portugaise (en portugais : freguesia) de la municipalité d'Aveiro et du district du même nom. Elle est créée en 2013, par fusion des paroisses d'Eixo et Eirol.

## Géographie
Le territoire d'Eixo e Eirol est délimité à l'est par la Vouga.

## Histoire
La paroisse est créée par la loi no 11-A/2013 du 28 janvier 2013 portant réorganisation administrative du territoire des freguesias, en fusionnant les paroisses d'Eixo et Eirol. Son nom officiel est União das Freguesias de Eixo e Eirol et son siège est fixé à Eixo.

## Démographie
Lors du recensement de 2021, Eixo e Eirol compte 6 190 habitants.